# Tatera indica
Tatera indica é uma espécie de roedor da família Muridae. É a única espécie do género Tatera.
Pode ser encontrada nos seguintes países: Afeganistão, Índia, Irão, Iraque, Kuwait, Nepal, Paquistão, Sri Lanka e Síria.